# Vojenská záložní nemocnice v Mlékovicích
Vojenská záložní nemocnice v Mlékovicích v okrese Kolín je bývalá nemocnice, která stojí v západní části obce při cestě do Zásmuk.

## Historie
Nemocnice s označením ZZKS (Zdravotnické zabezpečení krizových stavů) byla postavena jako záložní pro případ války. Dlouho chátrala, později byla využívána jako sklad produktů.
Po prodeji soukromé společnosti a po přestavbě slouží pacientům s Alzheimerovou chorobou, lidem po cévních mozkových příhodách a s omezenou mobilitou.
Podobně zaměřené nemocnice byly v Holicích, Hředlích, Jílovém u Prahy, Kaznějově, Ujkovicích a Zábřehu.